# Hendrik van Dyck
Hendrik van Dijck, nacido el 5 de febrero de 1974 en Herentals, es un ex ciclista belga. Profesional de 1995 a 2003, sus victorias más importantes fueron el E3 Prijs Vlaanderen-Harelbeke (1997) y la Nokere Koerse en tres ocasiones (1996, 1997 y 2000).

## Palmarés
| 1993 - 1 etapa del Circuito Franco-Belga 1994 - GP de los seis montes de Harelbeke - Hasselt-Spa-Hasselt 1995 - 1 etapa de la Vuelta a la Baja Austria - 1 etapa de la Hofbrau Cup 1996 - Nokere Koerse 1997 - E3 Prijs Vlaanderen-Harelbeke - Nokere Koerse - 1 etapa de la Vuelta a Castilla y León - Trofeo Manacor - 1 etapa de la Vuelta a Suecia | 1999 - Gran Premio Rudy Dhaenens 2000 - 1 etapa de la Vuelta a Murcia - Nokere Koerse 2002 - 1 etapa de la Vuelta a Rodas - 1 etapa de la Vuelta al Lago Qinghai |

## Resultados en las grandes vueltas

### Giro de Italia
- 1999 : 116.º

- Datos: Q3121149